# Araneus bogotensis
Araneus bogotensis este o specie de păianjeni din genul Araneus, familia Araneidae. A fost descrisă pentru prima dată de Keyserling, 1864. Conform Catalogue of Life specia Araneus bogotensis nu are subspecii cunoscute.